# Mandúria
Mandúria (llatí: Manduria, grec antic: Μανδύριον) va ser una ciutat de l'antiga Calàbria (després Pulla) al territori dels sal·lentins, a menys de 40 km de Tàrent. Probablement pertanyia als sal·lentins o als messapis.
La ciutat va ser l'escenari de la derrota i la mort del rei d'Esparta, Arquidam, fill d'Agesilau. La batalla de Mandúria es va lliurar el 3 d'agost de l'any 338 aC, el mateix dia que la batalla de Queronea.
A la Segona Guerra Púnica es va revoltar en favor de Cartago però Quint Fabi Màxim Berrugós la va assaltar l'any 209 aC, una mica abans de recuperar Tàrent. Segurament la va destruir o al menys la va deixar en condicions molt precàries, ja que no apareix com a municipi durant el període romà i Plini el Vell no n'esmenta el nom en la seva llista de ciutats del sud-est d'Itàlia. La Taula de Peutinger la menciona i diu que es trobava a 24 milles romanes de Tarentum. Segurament es va convertir en un llogaret que va ser finalment destruït pels sarraïns al segle viii o ix. Els habitants es van establir no gaire lluny, a Casal Nuovo.
Les ruïnes encara es poden veure i són bastant importants; a més de les muralles amb un doble circuit queden restes de carrers i alguns edificis.
La moderna ciutat, Casal Nouvo, es diu avui també Manduria, nom que va recuperar a finals del segle xviii per concessió del rei de les Dues Sicílies.